# Joanne World Tour
De Joanne World Tour was de vijfde tournee van de Amerikaanse zangeres Lady Gaga, ter promotie van haar vijfde studioalbum, Joanne (2016). De tournee ging van start op 1 augustus 2017 in Vancouver, Canada en eindigde op 1 februari 2018 in Birmingham, Engeland.

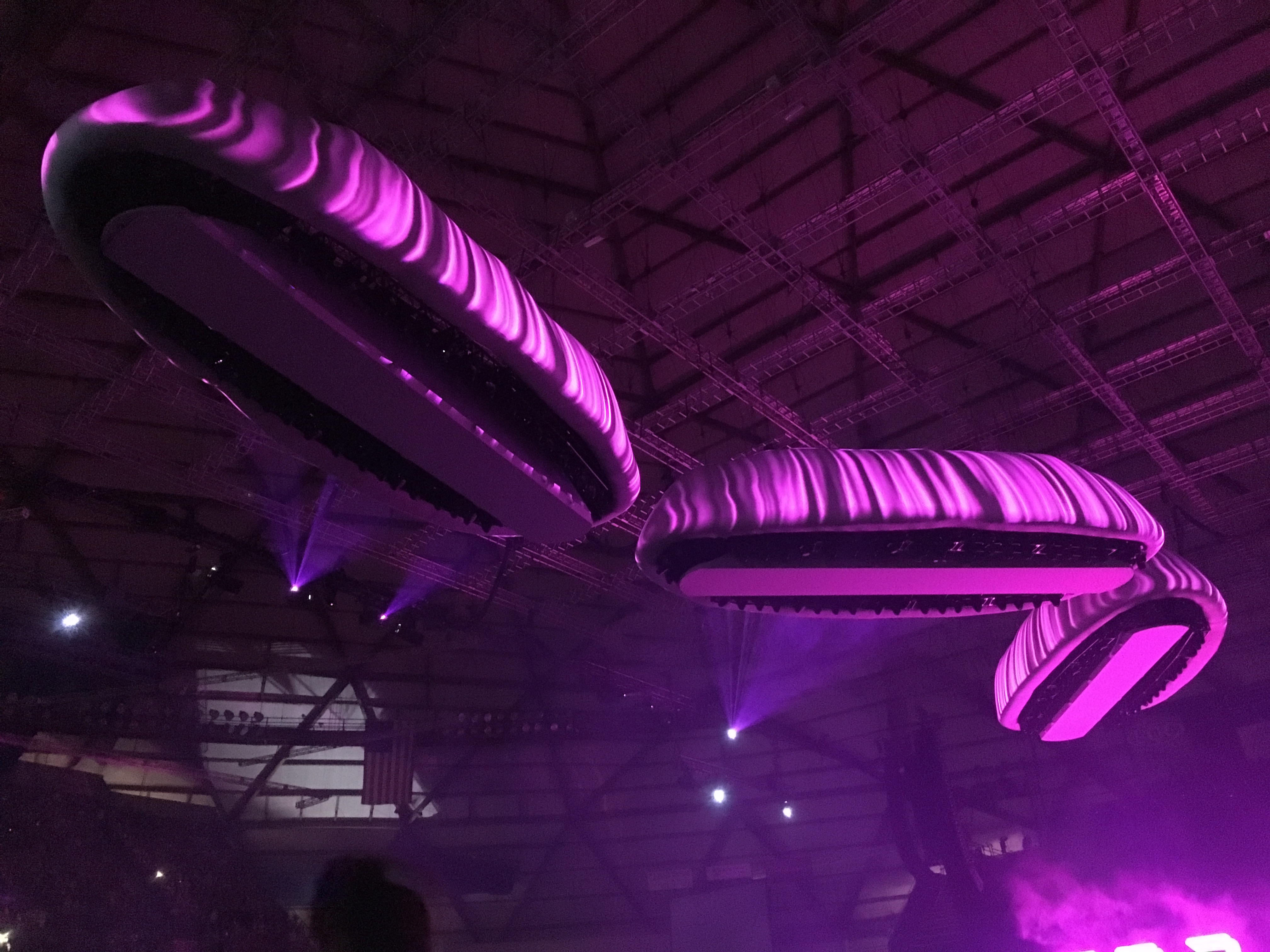
Het podium tijdens de tournee

Nadat de kaartjes in de verkoop waren gegaan, waren verschillende shows in Europa en Noord-Amerika snel uitverkocht, waardoor extra data op beide continenten werden gevraagd. De concertserie werd beschouwd als "minimalistischer" in vergelijking met de vorige tournees van de zanger, maar ontving veel lof voor de visuals, Gaga's zangcapaciteiten en haar connectie met het publiek. 

## Productie

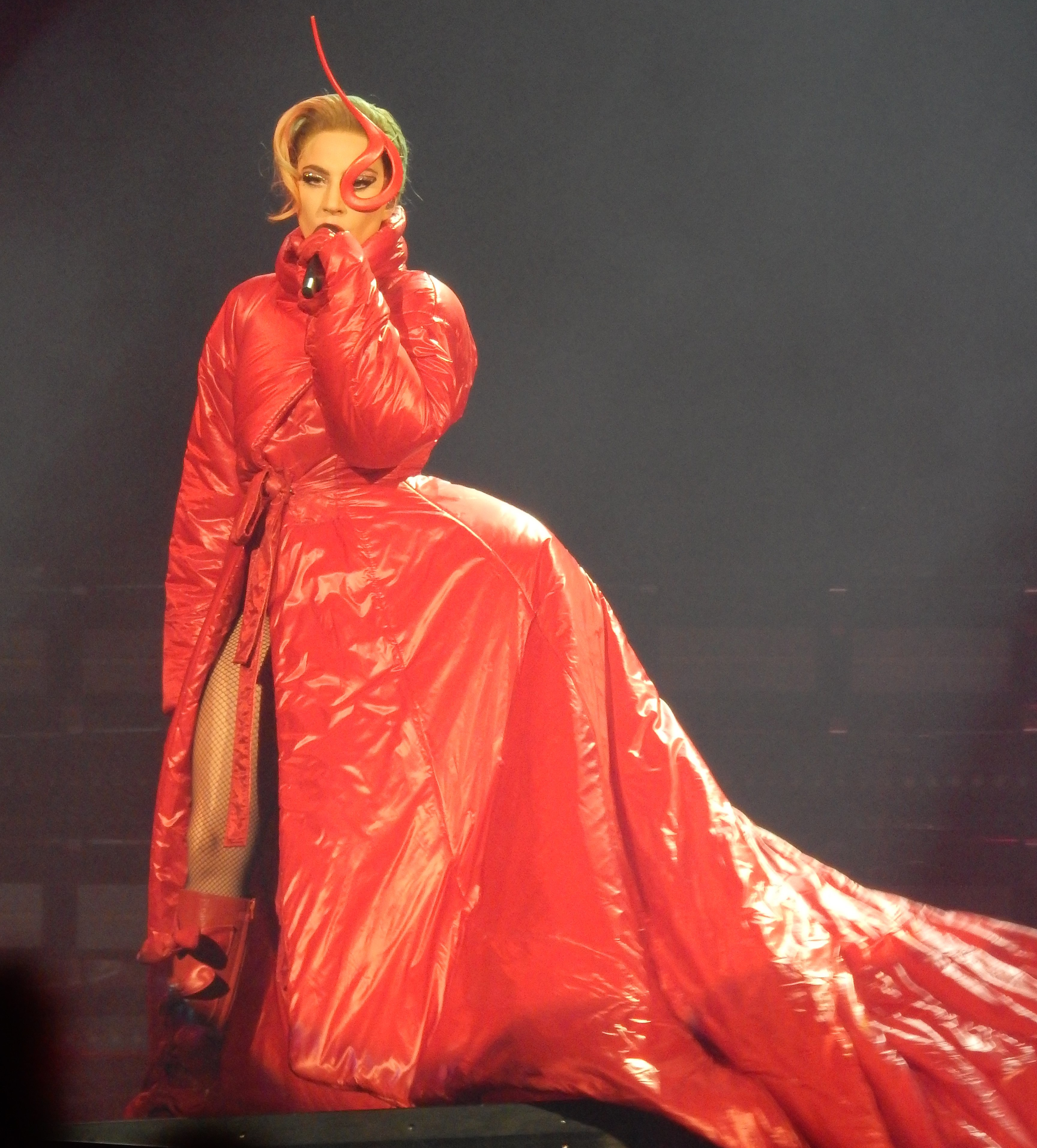
Gaga tijdens de uitvoering van "Bloody Mary". Het rode kostuum werd genoteerd voor "het terugbrengen van de avant-garde looks" die kenmerkend voor haar zijn geweest.

### Podium en setlist
Gaga bevestigde in juli 2017 dat het ontwerp van het podium was voltooid en dat de bouw in uitvoering was. De zanger voegde toe dat de "verlichting een groot ding is dit jaar" op de tournee. Het hoofdpodium werd gebouwd in samenwerking met Tait Inc. met productiemanager Robert 'Hydro' Mullin en creatief ontwerper, LeRoy Bennett.  Het bestaat uit drie bewegende platforms en vijf uitvoerende golfliften die zich gelijktijdig of onafhankelijk in verschillende configuraties kunnen verplaatsen. Carly Mallenbaum uit USA Today noemde ze " tetris- stadia", vanwege hun veranderende afstemmingen. Het podium bestaat ook uit drie lichtattributen die kunnen gebruikt worden als bruggen voor het podium. Dankzij deze grote bruggen stond Gaga dicht bij het publiek. Aangezien het tweede podium zich dicht bij de tribunes bevindt. Voor de tournee van start ging, had Gaga het over om nieuwe nummers uit te proberen in haar set. Dit werd uiteindelijk niet gedaan omdat het erg moeilijk was deze in de show te plannen.

### Kostuumontwerp en make-up
Net als bij de vorige tours van de zanger, was de show verdeeld in afzonderlijke delen, elk voorafgegaan door een kostuumverandering van de zanger. Hoewel Gaga geen schetsen of details over de kostuums had gedeeld voordat de tour begon, werd gemeld dat bijna 50.000 Swarovski-kristallen waren gebruikt bij het ontwerpen van de kostuums en rekwisieten voor Gaga en de dansers. Sarah Tanno, die als make-upkunstenaar voor de tour werkte, heeft onthuld dat de kristallen zelfs op Gaga's ogen werden gebruikt "om een multidimensionaal effect te creëren dat op het podium schijnt". Gaga deelde een foto op Instagram voor de eerste show, en gaf een preview van haar tweekleurige, oranje en groene pruik die ze later voor de shows droeg.

## Commercieel

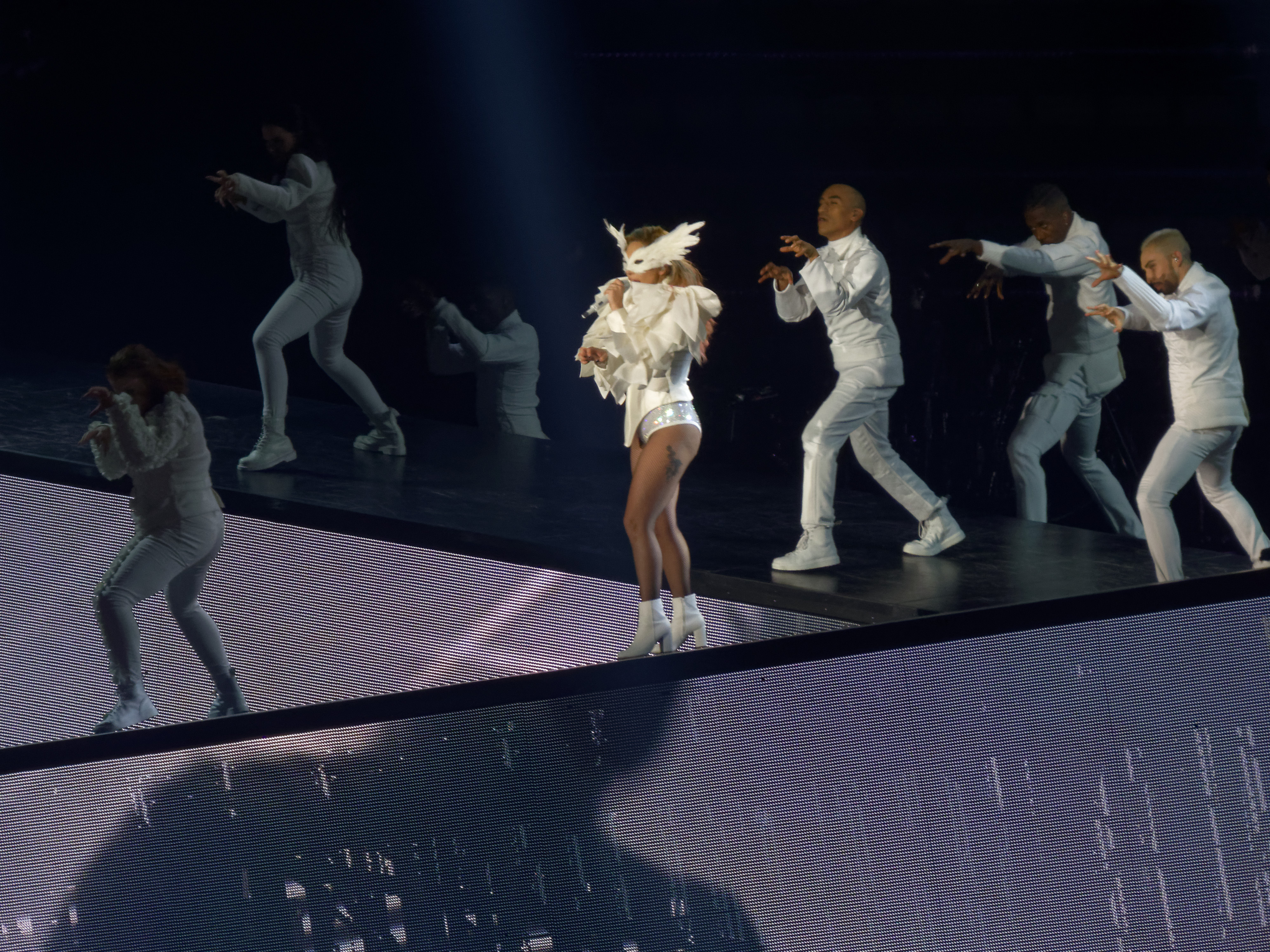
Gaga tijdens "Bad Romance", met een wit geveerd masker

Volgens Live Nation hadden alle arena-data van de tour algemene toelating en gereserveerde zitplaatsen. Er werden speciale privileges verleend aan Citi- bankkaarthouders, die de gelegenheid hadden om de voorverkoop in steden als Los Angeles en Philadelphia te gebruiken, hoewel er voor elke koper een limiet van 8 tickets per transactie gold. Voor elk ticket dat voor de shows in de Verenigde Staten werd verkocht, kondigde Live Nation ook aan dat $ 1 zou worden gegeven aan Gaga's Born This Way Foundation.

## Set list
Deze setlist komt uit het concert van 1 augustus 2017 in Vancouver. Het is niet representatief voor alle shows.
1. "Diamond Heart"
2. "A-Yo "
3. Poker Face"
4. "Perfect Illusion"
5. "John Wayne"
6. "Scheiße"
7. "Alejandro"
8. "Just Dance"
9. "LoveGame"
10. "Telephone"
11. "Applause"
12. "Come to Mama"
13. "The Edge of Glory"
14. "Born This Way"
15. "Bloody Mary"
16. "Dancin' in Circles"
17. "Paparazzi"
18. "Angel Down"
19. "Joanne"
20. "Bad Romance"
21. "The Cure"

Encore
1. "Million Reasons"

## Shows
Alle shows waren uitverkocht.
| Datum                 | Stad                  | Land                  | Venue                    | Opening acts          | Bezoekers             | Opbrengst             |
| North America – Leg 1 | North America – Leg 1 | North America – Leg 1 | North America – Leg 1    | North America – Leg 1 | North America – Leg 1 | North America – Leg 1 |
| --------------------- | --------------------- | --------------------- | ------------------------ | --------------------- | --------------------- | --------------------- |
| 1 augustus 2017       | Vancouver             | Canada                | Rogers Arena             | —                     | 15.665                | $1.430.667            |
| 3 augustus 2017       | Edmonton              | Canada                | Rogers Place             | —                     | 15.002                | $1.466.718            |
| 5 augustus 2017       | Tacoma                | Verenigde Staten      | Tacoma Dome              | —                     | 19.296                | $2.158.960            |
| 8 augustus 2017       | Inglewood             | Verenigde Staten      | The Forum                | —                     | 28.567                | $3.633.410            |
| 9 augustus 2017       | Inglewood             | Verenigde Staten      | The Forum                | —                     | 28.567                | $3.633.410            |
| 11 augustus 2017      | Las Vegas             | Verenigde Staten      | T-Mobile Arena           | —                     | 15.89                 | $2.139.858            |
| 13 augustus 2017      | San Francisco         | Verenigde Staten      | AT&T Park                | DJ White Shadow       | 39.225                | $4.674.972            |
| 15 augustus 2017      | Sacramento            | Verenigde Staten      | Golden 1 Center          | —                     | 15.546                | $1.663.263            |
| 19 augustus 2017      | Omaha                 | Verenigde Staten      | CenturyLink Center Omaha | —                     | 15.886                | $1.693.038            |
| 21 augustus 2017      | Saint Paul            | Verenigde Staten      | Xcel Energy Center       | —                     | 16.612                | $1.813.406            |
| 23 augustus 2017      | Cleveland             | Verenigde Staten      | Quicken Loans Arena      | —                     | 15.552                | $1.622.428            |
| 25 augustus 2017      | Chicago               | Verenigde Staten      | Wrigley Field            | DJ White Shadow       | 41.847                | $5.213.820            |
| 28 augustus 2017      | New York              | Verenigde Staten      | Citi Field               | DJ White Shadow       | 69.978                | $9.520.390            |
| 29 augustus 2017      | New York              | Verenigde Staten      | Citi Field               | DJ White Shadow       | 69.978                | $9.520.390            |
| 1 september 2017      | Boston                | Verenigde Staten      | Fenway Park              | DJ White Shadow       | 67.660                | $8.111.672            |
| 2 september 2017      | Boston                | Verenigde Staten      | Fenway Park              | DJ White Shadow       | 67.660                | $8.111.672            |
| 6 september 2017      | Toronto               | Canada                | Air Canada Centre        | —                     | 31.526                | $3.328.841            |
| 7 september 2017      | Toronto               | Canada                | Air Canada Centre        | —                     | 31.526                | $3.328.841            |
| 10 september 2017     | Philadelphia          | Verenigde Staten      | Wells Fargo Center       | —                     | 32.296                | $3.629.942            |
| 11 september 2017     | Philadelphia          | Verenigde Staten      | Wells Fargo Center       | —                     | 32.296                | $3.629.942            |
| Noord-Amerika – Leg 2 |                       |                       |                          |                       |                       |                       |
| 3 november 2017       | Montreal              | Canada                | Bell Centre              | —                     | 17.946                | $1.525.732            |
| 5 november 2017       | Indianapolis          | Verenigde Staten      | Bankers Life Fieldhouse  | —                     | 15.375                | $1.606.010            |
| 7 november 2017       | Detroit               | Verenigde Staten      | Little Caesars Arena     | —                     | 15.550                | $1.712,378            |
| 9 november 2017       | Uncasville            | Verenigde Staten      | Mohegan Sun Arena        | —                     | 15.394                | $1.784.100            |
| 11 november 2017      | Uncasville            | Verenigde Staten      | Mohegan Sun Arena        | —                     | 15.394                | $1.784.100            |
| 13 november 2017      | Louisville            | Verenigde Staten      | KFC Yum! Center          | —                     | 17.997                | $1.959.814            |
| 15 november 2017      | Kansas City           | Verenigde Staten      | Sprint Center            | —                     | 15.117                | $1.612.710            |
| 16 november 2017      | St. Louis             | Verenigde Staten      | Scottrade Center         | —                     | 16.343                | $1.577.704            |
| 19 november 2017      | Washington D.C.       | Verenigde Staten      | Capital One Arena        | —                     | 15.288                | $1.901.754            |
| 20 november 2017      | Pittsburgh            | Verenigde Staten      | PPG Paints Arena         | —                     | 15.228                | $1.641.888            |
| 28 november 2017      | Atlanta               | Verenigde Staten      | Philips Arena            | —                     | 12.155                | $1.615.820            |
| 30 november 2017      | Miami                 | Verenigde Staten      | American Airlines Arena  | —                     | 14.738                | $1.776.734            |
| 1 december 2017       | Tampa                 | Verenigde Staten      | Amalie Arena             | —                     | 15.170                | $1.627.766            |
| 3 december 2017       | Houston               | Verenigde Staten      | Toyota Center            | —                     | 13.100                | $1.712.302            |
| 5 december 2017       | Austin                | Verenigde Staten      | Frank Erwin Center       | —                     | 12.981                | $1.437.660            |
| 8 december 2017       | Dallas                | Verenigde Staten      | American Airlines Center | —                     | 15.047                | $1.771.939            |
| 9 december 2017       | Oklahoma City         | Verenigde Staten      | Chesapeake Energy Arena  | —                     | 14.072                | $1.512.444            |
| 12 december 2017      | Denver                | Verenigde Staten      | Pepsi Center             | —                     | 15.852                | $1.620.472            |
| 14 december 2017      | Salt Lake City        | Verenigde Staten      | Vivint Smart Home Arena  | —                     | 12.688                | $1.425.214            |
| 16 december 2017      | Las Vegas             | Verenigde Staten      | T-Mobile Arena           | —                     | 14.478                | $2.163.880            |
| 18 december 2017      | Inglewood             | Verenigde Staten      | The Forum                | —                     | 13.282                | $1.707.064            |
| Europa — Leg 3        |                       |                       |                          |                       |                       |                       |
| 14 januari 2018       | Barcelona             | Spanje                | Palau Sant Jordi         | —                     | 28.918                | $2.113.298            |
| 16 januari 2018       | Barcelona             | Spanje                | Palau Sant Jordi         | —                     | 28.918                | $2.113.298            |
| 18 januari 2018       | Milaan                | Italië                | Mediolanum Forum         | —                     | 11.170                | $1.109.390            |
| 20 januari 2018       | Amsterdam             | Nederland             | Ziggo Dome               | —                     | 15.397                | $1.465.089            |
| 22 januari 2018       | Antwerpen             | België                | Sportpaleis              | —                     | 15.533                | $1.435.452            |
| 24 januari 2018       | Hamburg               | Duitsland             | Barclaycard Arena        | —                     | 10.587                | $1.055.950            |
| 31 januari 2018       | Birmingham            | Engeland              | Arena Birmingham         | —                     | 12.456                | $1.138.126            |
| 1 februari 2018       | Birmingham            | Engeland              | Genting Arena            | —                     | 9.522                 | $799.708              |
| Totaal                | Totaal                | Totaal                | Totaal                   | Totaal                | 841.935 (100%)        | $94.911.783           |